# دورة الكربون دائمة التجمد
دورة الكربون دائمة التجمد أو دورة الكربون القطبية هي دورة فرعية لدورة الكربون العالمية الأكبر. تعرف التربة الصقيعية بأنها مادة تحت سطحية تبقى درجة حرارتها أقل من 0 درجة مئوية (32 درجة فهرنهايت) لمدة عامين متتاليين على الأقل. نظرًا لبقاء التربة الصقيعية مجمدة لفترات طويلة من الزمن، فإنها تخزن كميات كبيرة من الكربون والعناصر المغذية الأخرى في إطارها المتجمد خلال تلك الفترات. تمثل التربة الصقيعية خزانًا ضخمًا للكربون نادرًا ما يؤخذ بعين الاعتبار عند الحديث عن خزانات الكربون على كوكب الأرض. مع ذلك، تستمر الأبحاث العلمية الحديثة بالعمل على تغيير وجهة النظر هذه.
تعالج دورة الكربون دائمة التجمد نقل الكربون من الترب الصقيعية إلى النباتات الأرضية والميكروبات ومن ثم إلى الغلاف الجوي وبعدها إلى الغطاء النباتي مجددًا، والعودة أخيرًا إلى الترب الصقيعية من خلال عمليات الدفن والترسيب الناتجة عن عمليات التبريد العميق. يُنقل جزء من هذا الكربون إلى المحيطات وإلى أجزاء أخرى من الكرة الأرضية من خلال الدورة الكربونية العالمية. تنضوي الدورة على تبادل ثاني أوكسيد الكربون والميثان بين المكونات الأرضية والغلاف الجوي، مع انتقال الكربون بين الأرض والماء على شكل ميثان وكربون عضوي محل وكربون لاعضوي محل وجزيئات كربون لاعضوي وجزيئات كربون عضوي.

## التخزين
تعد التربة بشكل عام أكبر مستودعات الكربون في النظم البيئية الأرضية، وينطبق هذا الأمر على تربة القطب الشمالي التي تخبئ تحتها تربة صقيعية. في عام 2003، استخدم الباحث تارنوتشاي مع آخرين قاعدة بيانات التربة في المناطق الواقعة على خطوط العرض الشمالية والوسطى بغية تحديد مخزون الكربون في الترب التي تخبئ تحتها تربة صقيعية على عمق مترين من سطحها. تغطي الترب المتأثرة بالتربة الصقيعية ما يقارب 9% من سطح اليابسة، ومع ذلك، فإن مخزون الكربون فيها يشكل ما نسبته 25% إلى 50% من كربون التربة. تشير هذه التقديرات إلى أن التربة دائمة التجمد تشكل حوضًا مهمًا للكربون. لا تحوي هذه التربة على كميات كبيرة من الكربون فحسب، بل تحبس أيضًا الكربون من خلال عمليات التدهور الصقيعي وعمليات التبريد العميق.

### العمليات
لا ينتج الكربون عن التربة الصقيعية. يجب دمج الكربون العضوي المستمد من الغطاء النباتي الأرضي في الطبقات المختلفة لعمود التربة، ومن ثم دمجه في التربة الصقيعية ليتم تخزينه بشكل فعال. نظرًا لاتسام استجابة التربة الصقيعية للتغيرات المناخية بالبطء، فإنّ عمليات تخزين الكربون تزيل الكربون من الغلاف الجوي لفترات طويلة من الزمن. تكشف تقنيات التأريخ بالكربون المشعّ داخل التربة الصقيعية أنّ عمر الكربون الموجود داخل التربة الصقيعية يزيد عن آلاف السنين.
إن تخزين الكربون في التربة الصقيعية هو نتاج عمليتين أساسيتين:
- الأولى هي عملية نمو التربة الصقيعية ويتم خلالها التقاط الكربون وتخزينه.[8] هذه العملية هي نتيجة طبقة نشطة ثابتة حيث يتم تبادل السماكة والطاقة بين التربة الصقيعية والطبقة النشطة والمحيط الحيوي والغلاف الجوي ما يتسبب بحصول زيادة عمودية بارتفاع سطح التربة. يحدث هذا الإرساب نتيجة للترسيب النهري أو الريحي و/أو نتيجة لتشكل الخث. تصل معدلات تراكم الخث إلى 0.5 مم/ سنة، بينما قد يتسبب الترسيب في ارتفاع مستوى التربة بمعدل 0.7 مم/سنة. تعرف رواسب الطمي السميكة الناتجة عن الترسيبات الطفالية الوفيرة خلال الذروة الجليدية الأخيرة باللغة الإنجليزية باسم yedoma (ييدوما)،[9] ويمكن ترجمتها بالعربية إلى مواد التربة الصقيعية العضوية القديمة. خلال حدوث هذه العملية، تُدمج التربة العضوية والمعدنية المرسبة بالتربة الصقيعية مع ارتفاع سطح التربة الصقيعية.
- أما العملية الثانية المسؤولة عن تخزين الكربون فهي عملية التدهور الصقيعي أو التعرية الصقيعية التي تختلط فيها التربة نتيجة دورات تجميد ذوبان الجليد. تنقل عملية التدهور الصقيعي الكربون من السطح إلى الأعماق داخل تركيبة التربة. تعد عملية رفع الصقيع الشكل الأكثر شيوعًا للتدهور الصقيعي. في نهاية العملية يتحرك الكربون الذي ينشأ على السطح نحو الداخل إلى الطبقة النشطة ليدمج في التربة الصقيعية. تزداد معدلات تخزين الكربون عندما تحدث عمليات التدهور الصقيعي وترسيب الرواسب معًا.[9]

### التقديرات الحالية
تشير التقديرات الحالية إلى أن إجمالي مخزون الكربون العضوي في التربة (SOC) في منطقة التربة الصقيعية الشمالية المحيطة بالقطب الشمالي يساوي حوالي 1460 إلى 1600 بيتا غرام (1 بيتا غرام = 1 غيغا طن = 1015 غرام). مع تضمين محتوى الكربون في هضبة التبت، من المحتمل أن يصل وزن إجمالي تجمعات الكربون في التربة الصقيعية في نصف الكرة الشمالي إلى حوالي 1832 غيغا طن. إن هذه الكمية المقدرة للكربون المخزن في التربة الصقيعية (التربة دائمة التجمد) تساوي أكثر من ضعف كمية الكربون الموجودة حاليًا في الغلاف الجوي.
ينقسم عمود التربة في التربة الصقيعية عمومًا إلى ثلاثة آفاق 0-30 سم، و0-100، و1-300 سم. يحتوي الأفق العلوي (0-30 سم) على ما يقدر ب 200 بيتا غرام من الكربون العضوي. يحتوي الأفق الثاني (0-100 سم) على ما يقدر ب 500 بيتا غرام من الكربون العضوي، أما الأفق الثالث (0-300 سم) فيحتوي على ما يقدر ب 1024 بيتا غرام من الكربون العضوي. ضاعفت هذه الكميات تقديرات برك الكربون المعروفة سابقًا في التربة دائمة التجمد. توجد مخزونات إضافية من الكربون في الييدوما (400 بيتا غرام)، والرواسب الطفالية الغنية بالكربون الموجودة في جميع أنحاء سيبيريا والمناطق المعزولة في أمريكا الشمالية، والرواسب الدلتاوية (240 بيتا غرام) الموجودة في جميع أنحاء القطب الشمالي. تقع هذه الرواسب على بعد 3 أمتار أعمق من تلك التي تفحص في الدراسات التقليدية. تنشأ العديد من المخاوف بسبب الكميات الكبيرة من الكربون المخزنة في التربة الصقيعية. حتى وقت قريب، لم تكن كميات الكربون الموجودة في التربة الصقيعية تؤخذ في الاعتبار في النماذج المناخية ولا في ميزانيات الكربون على مستوى العالم.

## انبعاث الكربون من التربة الصقيعية
ينتقل الكربون باستمرار بين التربة والنباتات والجو. تعني زيادة مستويات التغير المناخي ارتفاعًا في درجات حرارة الهواء السنوية في جميع أنحاء القطب الشمالي، ما يتسبب بامتداد ذوبان جليد التربة الصقيعية ويعمق الطبقة النشطة، ويعرض الكربون العتيق الذي ظل مخزنًا لفترات طويلة، تتراوح بين عدة عقود وحتى آلاف السنين، للعمليات الحيوية التي تسهل من دخوله للغلاف الجوي. بشكلٍ عام، من المتوقع أن يتراجع حجم التربة الصقيعية الواقعة على عمق 3 أمتار بنسبة 25% مع كل زيادة قدرها 1 درجة مئوية في الحرارة السطحية المتوسطة في العالم. وفقًا لتقرير التقييم السادس للجنة الدولية للتغيرات المناخية الصادر عن الفريق الحكومي الدولي المعني بتغير المناخ التابع للأمم المتحدة، فهناك ثقة كبيرة بتسبب الاحترار العالمي على مدى العقود القليلة الماضية بحدوث زيادات واسعة النطاق في درجة حرارة التربة الصقيعية. في الفترة المتراوحة بين أوائل ثمانينيات القرن العشرين ومنتصف العقد الأول من القرن العشرين، وصل الاحترار الملحوظ إلى 3 درجات مئوية في أجزاء من ألاسكا، ووصل، بين عامي 1970 و2020، إلى 2 درجة مئوية في الأجزاء الشمالية من أوروبا وروسيا، وزادت سماكة الطبقة النشطة في الأجزاء الأوروبية والروسية من القطب الشمالي خلال القرن الحادي والعشرين وفي المناطق ذات الارتفاعات العالية من أوروبا وروسيا منذ التسعينيات. في مقاطعة يوكون الكندية، ربما تكون التربة الصقيعية دائمة التجمد قد تحركت لمسافة 100 كيلومتر (62 ميل) باتجاه القطب الشمالي منذ عام 1899، لكن السجلات الدقيقة التي تسجل هذه التحركات بدأت قبل 30 عام تقريبًا فقط. استنادًا إلى التوافق الكبير بين توقعات النماذج الرياضية والفهم الأساسي للعملية إضافة إلى أدلة المناخ القديم، فمن المؤكد تقريبًا أن مساحة التربة الصقيعية وحجمها سيستمران في الانكماش مع ارتفاع درجة حرارة الكوكب وزيادة الاحتباس الحراري.